# یون سو یون
یون سو یون (کره‌ای: 윤서연؛ زادهٔ ۶ اوت ۲۰۰۳) خواننده و بازیگر اهل کره جنوبی است. او یکی از اعضای گروه دخترانهٔ کره‌ای تریپل‌اس و زیرگروه‌های آن، کریستال آیز، اسید آیز و لاولوشن است.

## زندگی اولیه
یون سو یون در ۶ اوت ۲۰۰۳ در ده‌جون، کره جنوبی به دنیا آمد. او در گذشته پیشنهادهای متعددی از سوی آژانس‌های سرگرمی مختلف برای فعالیت در صنعت موسیقی دریافت کرده بود، اما آن‌ها را رد کرد، زیرا تصور می‌کرد زندگی در جایگاه یک سلبریتی مناسب او نیست و تصمیم گرفت برای شرکت مجدد در آزمون ورودی دانشگاه آماده شود. یون در دوران کودکی به تماشای اجراهای آیدل‌های کی پاپ علاقه‌مند بود و همیشه دوست داشت روزی آن را تجربه کند، اما هیچ‌گاه آموزش رسمی برای تبدیل‌شدن به یک آیدل ندیده بود. زمانی که پیشنهاد همکاری از سوی آژانس فعلی‌اش، مدهاوس به او ارائه شد، تصمیم گرفت آن را بپذیرد؛ چون همیشه احساس می‌کرد زندگی‌اش بیشتر شبیه یک «نقش فرعی» است تا «نقش اصلی» و همین انگیزه‌ای شد تا این مسیر را امتحان کند.